# Oravská Jasenica
Oravská Jasenica je obec v okrese Námestovo a Žilinském kraji, Podbeskydské vrchovině.

## Znak a vlajka
Znak je zpracován podle otisku staré pečeti. Na znaku je zelený jasan na bílém poli.
Vlajka má pod sebou bílou, zelenou a bílou barvu a končí třemi cípy, které zasahuje do třetiny vlajky.

## Historie
První zmínka o obci je z roku 1588, avšak založení obce se datuje do roku 1576. Je dochováno, že roku 1604 měla obec jen 4 domy. Celou obec několikrát postihlo neštěstí. Roku 1683 kupříkladu byla obec vypálena litevským vojskem, které vedl Jan III. Sobieski. Po jejich odchodu v obci zůstaly jen 2 domy. V letech 1739 - 1742 městečko zase zasáhla epidemie černého moru, který se do obce dostal z Alexandrie. Tomuto neštěstí padlo za oběť 335 osob, které byly později pohřbeny v hromadném hrobě. Poslední neštěstí postihlo obci roku 1957, kdy obec zasáhl rozsáhlý požár. V obci je barokní římskokatolický kostel Proměnění Páně z druhé poloviny 19. století.

## Rodáci
- Martin Hamuljak, slovenský redaktor, vydavatel a národní buditel
- Anton Florek, jasenický rodák, národní buditel a kněz